# AMC Fight Nights
AMC Fight Nights（エーエムシー・ファイト・ナイツ）は、ロシアの総合格闘技団体。2010年にモスクワ総合格闘技連盟副会長のカミル・ガジエフ、ロシア連邦社会院議員のサンガジ・タルバエフ、元キックボクシング世界王者で、2019年にカルムイク共和国の首長に就任した政治家のバトゥ・ハシコフ、ゴールドマン・サックス・ロシアCEOのセルゲイ・アルセーニエフによって創設。
2010年6月5日に第1回大会「Fight Nights: Battle of Moscow 1」を開催。ロシア総合格闘技共通ルールを採用し、試合場はサークルケージを使用。2014年に実業家のジヤヴジン・マゴメドフが買収。2015年9月にUFCファイトパスでの放送を開始。2016年2月に名称を「Fight Nights Global」に変更し、同年5月にエメリヤーエンコ・ヒョードルと契約。2020年11月にAMCカンパニーのオーナーであるアミール・ムラドフが買収し、名称を「AMCファイトナイツグローバル」に変更。